# マルティン・ハシェク
マルティン・ハシェク（Martin Hašek, 1995年10月3日 - ）は、チェコ・リベレツ出身のサッカー選手。BBエルズルムスポル所属。ポジションはMF（セントラルミッドフィールダー）。

## クラブ歴
ACスパルタ・プラハでトップチームに昇格し、2014年8月2日のFCセリエル&ベロト・ヴラシムで国内リーグデビューを飾る。11月13日のMFKフリーデク＝ミーステク戦で自身初ゴールを挙げるとこの試合唯一の得点となり、チームの勝利に貢献した、2016-17シーズンにボヘミアンズ1905へ期限付き移籍すると、翌シーズンより完全移籍へ移行。2年半の契約で、スパルタ・プラハの買い戻し条項が付帯する。
2018年12月にスパルタ・プラハが条項を行使し、ジェネラーリ・アレナへ舞い戻った。2019-20シーズン中にクラブとの関係が悪化し、2020年1月27日にはスペイン合宿への帯同を拒否。契約違反としてクラブから罰金処分を科され翌月にはBチームへ送られたが、自身はこれを不当として法廷闘争へ発展、3月にクラブを退団した。
約10か月のフリー期間を経て、2021年1月にドイツ2部昇格組であり同リーグ残留を争うヴュルツブルガー・キッカーズへ加入した。

## 人物
同名の父マルティン、弟のフィリプも同じくサッカー選手。ボヘミアンズ1905時代には父が監督に就任し指導を受けた。